# Tirotes Paluni
Tirotes (em armênio: Տիրոց; romaniz.: Tirocʼ) foi um nobre armênio (nacarar) do século VI, membro da família Paluni, que esteve ativo no segundo reinado do xainxá Cavades I (r. 499–531).

## Nome
O nome Tirotes derivou do nome do deus Tir.

## Vida
A parentela de Tirotes é desconhecida, exceto que pertencia à família Paluni. Compareceu ao Primeiro Concílio de Dúbio conveniado pelo católico Apovipcenes de Otmus em 505/6.